# Mother Earth
Mother Earth je druhé studiové album nizozemské kapely Within Temptation, které vyšlo v roce 2000.

## Seznam skladeb
1. „Mother Earth“ - 5:30
2. „Ice Queen“ - 5:18
3. „Our Farewell“ - 5:17
4. „Caged“ - 5:47
5. „The Promise“ - 8:00
6. „Never-Ending Story“ - 4:02
7. „Deceiver of Fools“ - 7:35
8. „Intro“ - 1:07
9. „Dark Wings“ - 4:15
10. „In Perfect Harmony“ - 6:57
11. „Deep Within (live, 2002)“ - 4:41
12. „The Dance (live, 2002)“ - 3:20
13. „Restless“ - 6:38
14. „Bittersweet“ - 4:56